# شهرستان کامیاران
شهرستان کامیاران از شهرستان‌های استان کردستان در غرب ایران است. این شهرستان، در ۶۵ کیلومتری جنوب سنندج واقع شده است.
جمعیت این شهرستان بر طبق سرشماری عمومی سال ۱۳۹۵، برابر با ۱۰۲٬۸۵۶ نفر بوده است. شهرستان کامیاران دارای ۲ شهر کامیاران، به‌عنوان مرکز شهرستان و شهر موچش است. کامیاران جنوبی‌ترین شهرستان استان کردستان است و بر روی گسل مروارید قرار گرفته و حصاری از کوهستان‌های شاهو و بیستون اطراف آن را احاطه کرده‌اند. کوهستان بیستون در جنوب دشت کامیاران، از رشته‌کوه زاگرس از امتداد یافته است. شهرستان کامیاران با استان کرمانشاه مرز مشترک دارد.

## تقسیمات کشوری
- بخش مرکزی شهرستان کامیاران
  - دهستان ژاورود
  - دهستان شاهو
  - دهستان بیلوار

شهر: کامیاران
- بخش موچش
  - دهستان امیرآباد
  - دهستان سورسور
  - دهستان عوالان
  - دهستان گاورود

شهر: موچش

## اقتصاد
مجتمع پرورش ماهیان سردآبی (قزل‌آلا) واقع در ۴۵ کیلومتری کامیاران - مریوان (روستای پالنگان) در بستر رود سیروان با ظرفیت ۵۶۴ تن تولید سالانه، بزرگ‌ترین مجتمع پرورش ماهیان سردآبی در خاورمیانه است.

## جمعیت‌شناسی
فرهنگ شهرستان کامیاران نیز مشابه سایر نواحی استان کردستان است. مردم شهرستان کامیاران کرد هستند و به زبان کردی تکلم می‌کنند. زبان ساکنان شهرستان کامیاران کردی بوده و به سه گویش اردلانی و کلیایی و هورامی تکلم می‌کنند.
هورامی زبانان غالباً ساکن روستاهای پالنگان، سرریز، دژن، طاء، فرج‌آباد و فارس‌آباد شهرستان کامیاران هستند و بخشی از مردم شهر کامیاران می‌باشند.

## گردشگری

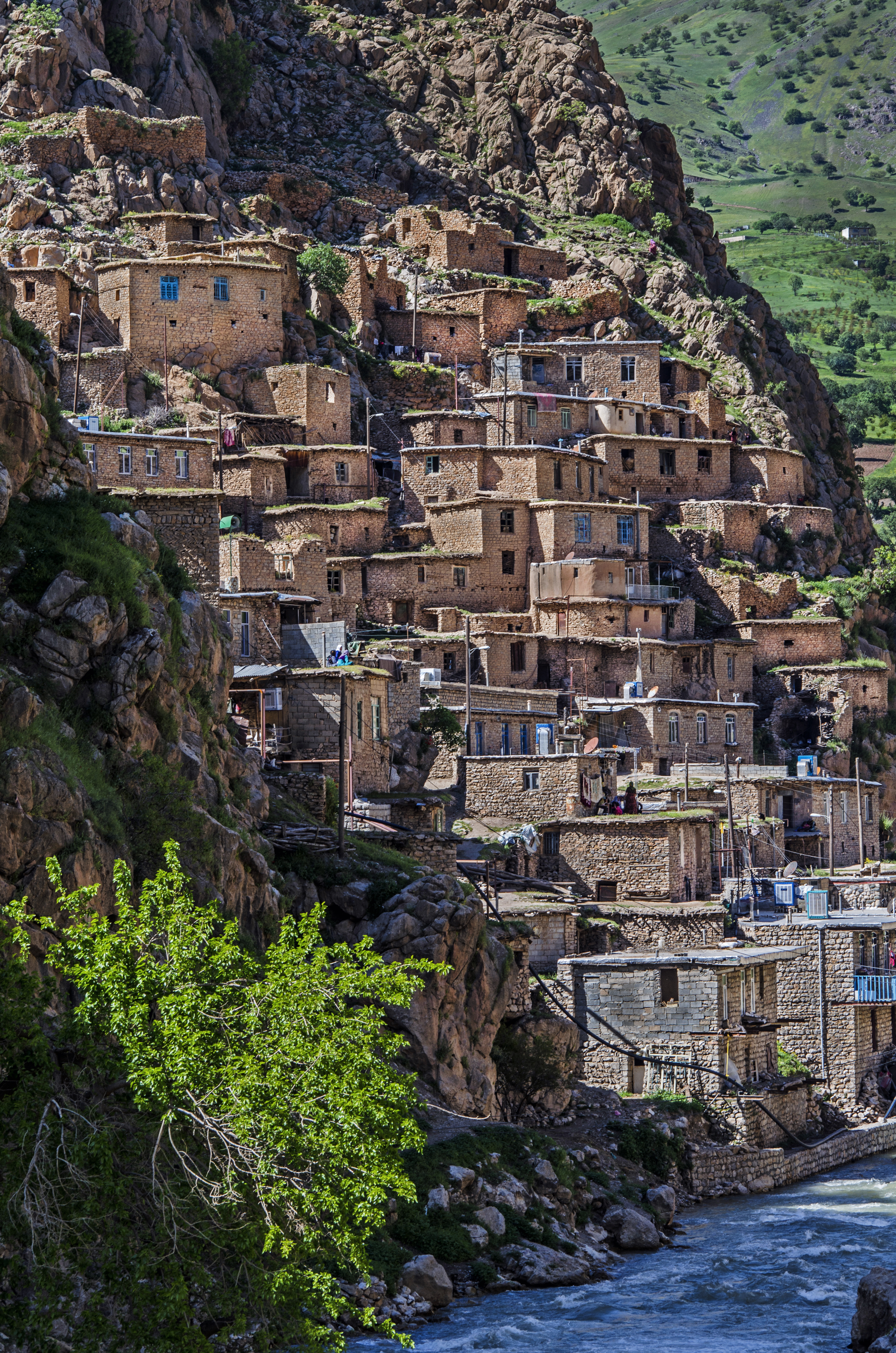
روستای پالنگان در شهرستان کامیاران

کامیاران دارای ۱۳۰ بنای تاریخی است که ۷۴ اثر آن به ثبت ملی رسیده است. کامیاران همچنین دارای ۳۰ منطقه نمونه گردشگری و ۴ روستای هدف گردشگری است. نقاط دیدنی و جذاب شهرستان کامیاران عبارت‌اند از روستای تاریخی پالنگان، دریاچه سد گاوشان، تفریحگاه جنگلی کوبگار، چشمه آب معدنی بایسپرنه، داریمام، کتیبه باستانی تنگی ور، تپه تیانه، تپه قلعه توبره ریز، چشمه چشمه آب‌معدنی گواز، رودخانه و چشمه‌های فصلی تنگی ور، مقبره شیخ عباس کومائین، مقبره حضرت عکاشه.
روستایی به نام پلنگان (به زبان محلی پالنگان)، به آثار طبیعی و همچنین معماری خانه‌های مردمانش مشهور است. این پتانسیل‌ها سبب شده است که کامیاران بیشترین درصد بازدید گردشگر در استان و به ویژه در بخش گردشگری روستایی داشته باشد.